# Tom Curren
Thomas Roland Curren (Santa Barbara, 3 luglio 1964) è un surfista statunitense.
Figlio di Pat Curren, noto surfista di onde giganti e costruttore di tavole, Tom Curren è considerato uno dei migliori surfisti di tutti i tempi. Famosa la sua rivalità con il campione australiano Mark Occhilupo, ha vinto due titoli mondiali nel 1985 e nel 1986, per poi ritirarsi per alcuni anni dall'attività agonistica. Vi ritorna nel 1990 e vince il suo terzo titolo.